# Atoposmia anodontura
Atoposmia anodontura är en biart som först beskrevs av Cockerell 1917.  Atoposmia anodontura ingår i släktet Atoposmia och familjen buksamlarbin. Inga underarter finns listade i Catalogue of Life.